# 트윈 (2022년 영화)
트윈(The Twin)은 2022년 개봉한 핀란드의 영화이다.

## 출연

### 주연
- 테레사 팔머 : 레이첼 역
- 스티븐 크리 : 앤서니 역
- 트리스탄 루게리 : 엘리어트 역